# Rhamphomyia dalmatica
Rhamphomyia dalmatica är en tvåvingeart som beskrevs av Oldenberg 1927. Rhamphomyia dalmatica ingår i släktet Rhamphomyia och familjen dansflugor. Inga underarter finns listade i Catalogue of Life.